# Bert Lytell
Bertram Lytell (Nova York, 24 de fevereiro de 1885 – Nova York, 28 de setembro de 1954) foi ator de teatro e cinema durante a era do cinema mudo e dos primeiros talkies. Ele estrelou filmes românticos, de melodrama e de aventura. 
Nascido na cidade de Nova York, Lytell era filho do ator, autor e produtor William H. Lytell e Blanche Mortimer. Sua mãe era atriz antes de se casar, e seu pai e avô eram atores. Lytell deixou a Upper Canada College aos 16 anos para se tornar ator.
A estreia como ator de Lytell veio com a Columbia Stock Company em Newark, Nova Jersey, quando ele tinha 17 anos. Ele passou a aparecer em empresas de teatro de ações em Boston, Honolulu, Los Angeles, Nova Orleans e Rochester, além de liderar suas próprias companhias de teatro em Albany, Nova York e San Francisco. Ele apareceu com Marie Dressler em sua peça da Broadway de 1914, A MIX-UP . Ele também se apresentou em vaudeville na década de 1920 com a peça de um ato The Valiant.
Em 1917, Lytell estreou no cinema com Michael Lanyard em O Lobo Solitário. Posteriormente, ele fez quatro sequências de Lone Wolf, terminando com The Last of the Lone Wolf (1930). Ele também estrelou como Boston Blackie em Little Pal de Boston Blackie (1918) e Redemption de Blackie (1919).     
No rádio antigo, Lytell teve o papel principal em Alias Jimmy Valentine e foi apresentador de Bert Lytell Dramas :36  e Stage Door Canteen.:312
Lytell nasceu em Nova York. Seu irmão mais novo, Wilfred Lytell (1891-1954), também se tornou ator de teatro e cinema. Bert Lytell casou-se com a atriz de cinema mudo Claire Windsor em 1925; eles se divorciaram em 1927. Como muitas outras estrelas da tela silenciosa, a carreira de Lytell entrou em colapso após o advento dos filmes sonoros. Ele trabalhou em programas diurnos da NBC no início dos anos 50, enquanto era presidente do clube de atores The Lambs, de 1947 a 1952. Lytell foi nomeado Presidente Imortal.
Lytell morreu na cidade de Nova York, aos 69 anos. Seu irmão Wilfred morreu 18 dias antes. Ele tem uma estrela na 6417 Hollywood Avenue, na seção de filmes da Calçada da Fama de Hollywood.

## Filmografia selecionada

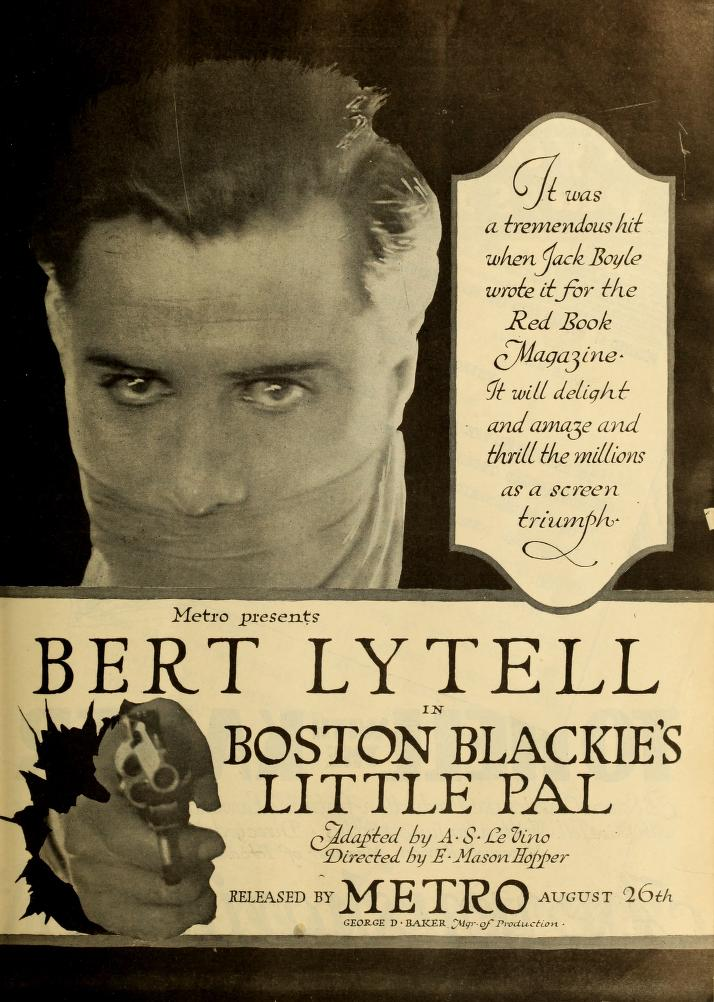
O pequeno amigo de Boston Blackie (1918)

- The Lone Wolf (1917) - Michael Lanyard
- Empty Pockets (1918) - Dr. Clinton Worthing
- The Trail to Yesterday (1918) - Ned 'Dakota' Keegles
- No Man's Land (1918, co-roteirista) - Garrett Cope
- Boston Blackie's Little Pal (1918) - Boston Blackie
- Unexpected Places (1918) - Dick Holloway
- Hitting the High Spots (1918, também co-roteirista) - Bob Durland
- The Spender (1919) - Dick Bisbee
- Faith (1919) - George Farrelly
- Blind Man's Eyes (1919) - Hugh Overton, aka Philip D. Eaton
- Blackie's Redemption (1919) - Boston Blackie
- The Lion's Den (1919) - Reverendo Sam Webster
- One-Thing-at-a-Time O'Day (1919) - Stradivarius O'Day
- Easy to Make Money (1919) - James 'Jimmy' Frederick Slocum Jr.
- Lombardi, Ltd. (1919) - Tito Lambardi
- The Right of Way (1920) - Charley Steele
- Alias Jimmy Valentine (1920) - Lee Randall / Jimmy Valentine
- The Price of Redemption (1920) - Leigh Dering
- The Misleading Lady (1920) - Jack Craigen
- A Message from Mars (1921) - Horace Parker
- The Man Who (1921) - Bedford Mills
- A Trip to Paradise (1921) - 'Curley' Flynn
- Alias Ladyfingers (1921) - Robert Ashe - Ladyfingers
- A Trip to Paradise (1921, uma adaptação de Liliom)
- The Idle Rich (1921) - Samuel Weatherbee
- The Right That Failed (1922) - Johnny Duffey
- A Trip to Paramountown (1922, documentário) - Ele mesmo
- The Face Between (1922) - Tommy Carteret Sr.
- Sherlock Brown (1922) - William Brown
- To Have and to Hold (1922) - Captain Ralph Percy
- Kick In (1922) - Chick Hewes
- Rupert of Hentzau (1923) - King of Ruritania / Rudolph Rassendyll
- The Meanest Man in the World (1923) - Richard Clark
- The Eternal City (1923) - David Rossi
- A Son of the Sahara (1924) - Raoul Le Breton
- Sandra (1924) - David Waring
- Born Rich (1924) - Jimmy Fairfax
- The Boomerang (1925) - Dr. Sumner
- Steele of the Royal Mounted (1925) - Philip Steele
- Eve's Lover (1925) - Baron Geraldo Maddox
- Never the Twain Shall Meet (1925) - Dan Pritchard
- The Sporting Life (1925) - Lord Woodstock
- The Ship of Souls (1925) - Langley Barnes
- Lady Windermere's Fan (1925) - Lord Windermere
- The Gilded Butterfly (1926) - Brian Anestry
- The Lone Wolf Returns (1926) - Michael Lanyard / The Lone Wolf
- That Model from Paris (1926) - Robert Richmond
- Obey The Law (1926) - Phil Schuyler
- The First Night (1927) - Dr. Richard Bard
- Alias the Lone Wolf (1927) - Michael Lanyard / The Lone Wolf
- Women's Wares (1927) - Robert Crane
- On Trial (1928) - Robert Strickland
- The Lone Wolf's Daughter (1929) - Michael Lanyard / The Lone Wolf
- The Last of the Lone Wolf (1930) - Michael Lanyard
- Brothers (1930) - Bob Naughton / Eddie Connolly
- The Stolen Jools (1931) - Joe Strickland
- Stage Door Canteen (1943) - Mestre de Cerimônias do Stage Door Canteen